# Колібрі вимпелохвостий
Колібрі вимпелохвостий (Trochilus polytmus)  — птах з роду Trochilus. Живиться нектаром квітів.

## Спосіб життя
Вимпелохвостий колібрі — один із найпоширеніших на Ямайці видів колібрі. Ендемік цього острова. Він населяє різні біотопи — від мангрових заростей до сухих лісів. Найчисленніші популяції виду мешкають у рідких світлих лісах уздовж морського узбережжя. Вимпелохвостий колібрі до інших птахів налаштований недоброзичливо, і завдаючи ударів дзьобом, виганяє зі своїх володінь усіх, хто наважується вести там пошуки їжі.
Колібрі є найактивнішим у надвечірні сутінки. Вони прагнуть засвоїти більше калорійної їжі, щоб енергії вистачило на всю ніч. Вночі колібрі зазвичай впадають у своєрідне заціпеніння.

## Їжа
Уміння зависати в повітрі в одній точці дозволяє колібрі годуватися дуже калорійною їжею — квітковим нектаром. Ніжні тендітні квіти не змогли б витримати навіть таку маленьку пташку, як колібрі, тому вона, тріпочучи крильцями, зависає біля чаші, занурює в неї свій довгий, злегка зігнутий дзьоб і висмоктує звідти нектар. Іноді колібрі ловить комах, що пролітають повз неї, але перевагу все ж таки віддає нектару, що є багатим на цукор і вуглеводи. Полювання на комах займає у пташки досить багато часу, крім того, тваринна їжа гірше засвоюється організмом колібрі.

## Розмноження
З початком шлюбного сезону самці колібрі об'єднуються у зграї. Кожен самець намагається привернути увагу якої-небудь самки. У період гніздування самці стають агресивними і пильно охороняють свою територію від можливих конкурентів.
Час гніздування колібрі збігається з сезоном дощів або починається трохи раніше, коли цвіте безліч рослин. Іноді птахи починають гніздуватися раніше, ніж прийдуть дощі, тому що в суху погоду крихітні гнізда колібрі краще зберігаються. Виховує пташенят і будує гніздо самка. Вона будує гніздо з тонких рослинних волокон папоротей або молочаїв, які склеює липкою павутиною, потім відкладає в нього два яйця і насиджує їх протягом 14 — 19 діб. Здавалося б, гніздо дуже мале для того щоб вміщати в собі самку з двома пташенятами, проте еластична конструкція в разі потреби збільшується в об'ємі.
Самці доводиться неабияк потрудитися, щоб вигодувати потомство. Вона відлітає ненадовго і повертається з їжею, яку кладе пташенятам прямо в дзьоб. Для підтримання чистоти мати викидає екскременти пташенят з гнізда. Пізніше малюки самі випорожнюються за його межами.